# Il cero della vita
Il cero della vita è un film del 1911 interpretato da Giulietta De Riso. Non è nota la regia.

## Trama
Una donna si rinchiude in un convento a causa di una delusione d'amore. In piedi davanti a un altare accende una candela e, nella fiamma che arde rivede le diverse fasi della sua vita. Quando la candela si spegne, sviene e poi si vede l'anima abbandonare il suo corpo.